# Hotel Stadt Lörrach
Das Hotel Stadt Lörrach ist ein im Juni 2017 fertiggestelltes, 63 Meter hohes Hotelhochhaus im baden-württembergischen Lörrach. Der Hotelbau, der ursprünglich zur Hotelkette Steigenberger gehörte, ist das zweithöchste Hochhaus der Stadt und befindet sich in unmittelbarer Nachbarschaft zum Lörracher Hauptbahnhof östlich der Strecke der Wiesentalbahn. Nach einer Insolvenz und Betreiberwechsel 2021 führt das Hotel nicht mehr den ursprünglichen Namen Steigenberger Hotel Stadt Lörrach.

## Geschichte
Erste Überlegungen zur Errichtung eines Hotels auf dem Areal „Kinderspielplatz“, das lange Jahre als Festplatz für Jahrmärkte und als Parkplatzfläche in der Innenstadt Lörrachs genutzt wurde, gab es bereits 2009. Das Hotelhochhaus sollte zusammen mit dem rund 200 Meter Luftlinie entfernten Lörracher Rathaus eine architektonische Einheit als „Tor“ erfüllen, so die Idee des Architekten, der während der Projektphase den Zuschlag erhielt.
Im Frühjahr 2014 kaufte ein Investor das Baugrundstück. Im September desselben Jahres erfolgte der Spatenstich. Nach dem Ausheben der Baugrube und Gründung konnte im Sommer 2015 mit dem Geschossbau begonnen werden. Nach der Fertigstellung 2016 nahm das Hotel am 1. Juni 2017 offiziell seinen Betrieb auf.
Am 9. April 2021 entschied die Betreibergesellschaft, einen Insolvenzantrag in Eigenverwaltung zu stellen. Grund war die schlechte Geschäftsentwicklung während der COVID-19-Pandemie.

## Beschreibung
Das Hochhaus verfügt über 20 Stockwerke, deren Fassade so gestaltet ist, dass zwei Stockwerke zusammengefasst sind. Das 63 Meter hohe Haus hat einen quadratischen Grundriss von 23 Metern Länge und besitzt in den unterirdischen Geschossen eine Tiefgarage für knapp 100 PKW und die Technikräume.
Im Hotelturm sind 178 Zimmer untergebracht, darunter 27 gehobene und vier exklusive Suiten. An den Turm angeschlossen sind zwei viergeschossige Anbauten mit 38 Studios und sieben Apartments für längere Aufenthalte. Im 20. Stockwerk ist ein Fitnessbereich eingerichtet. Zudem gibt es im Hotel 10 Tagungs- und Seminarräume in den ersten beiden Geschossen auf 450 Quadratmetern sowie eine Eventlocation auf 130 Quadratmetern. Im Erdgeschoss ist ein Restaurant untergebracht. Hotelturm und seine zwei Anbauten bilden ein Eck, in dessen Innenhof ein Gartenbereich gestaltet wurde.